# Porteirinha
Porteirinha is een gemeente in de Braziliaanse deelstaat Minas Gerais. De gemeente telt 37.842 inwoners (schatting 2009).

## Aangrenzende gemeenten
De gemeente grenst aan Jaíba, Janaúba, Mato Verde, Nova Porteirinha, Pai Pedro, Riacho dos Machados, Rio Pardo de Minas en Serranópolis de Minas.